# El Pont (Porrera)
El Pont és una obra de Porrera (Priorat) inclosa a l'Inventari del Patrimoni Arquitectònic de Catalunya.

## Descripció
Construcció d'un sol ull que salva el riu Cortiella o de Porrera, en arc de mig punt, bastit de carreus i maçoneria. Té una amplada entre 2,5 i 3mts i està actualment pavimentat amb ciment. A la clau, orientada a la part baixa del riu, hi figura gravada la data.
Passa pel riuet de Cortiella, afluent per l'esquerra del riu Siurana, afluent per la dreta del Ebre

## Història
No consten dades sobre la construcció del pont, que cal suposar que substituir un passera, i permeté l'accés còmode a les hortes de l'altre costat del riu al temps que facilitava el camí cap el coll de la Teixeta, camí natural cap a Reus.